# إيفو بيلار
إيفو بيلار  (19حزيران يونيو 1874 - 3 ايلول سبتمبر 1933) كان مؤرخًا وسياسيًا وناشرًا ومحاميًا كرواتيًا،  ويعتبر والد الجغرافيا السياسية الكرواتية. كتابه سؤال السلاف الجنوبي هو عمل أساسي حول القضايا الجيوسياسية لسلاف الجنوب .

## حياته وعمله المبكر
ولد بيلار في زغرب، حيث تخرج من المدرسة الثانوية. أكمل دراسة القانون في فيينا وحضر محاضرات في المدرسة العليا للقانون في باريس. كان واحدًا من المفكرين في الحداثة الكرواتية وكان ينتمي إلى مجموعة الكتاب الكروات بقيادة سيلفيه ستراهيمير كرانيتشيفيتش بعد عام 1900.
عاد من باريس إلى فيينا، حيث عمل كأمين في شركة للصناعات الحديدية. ثم غادر إلى سراييفو، حيث كان أمينًا للبنك الوطني. نشر مقالات ومقالات في مجلة نادا التابعة لكرانيتشيفيتش والمجلات الأدبية في زغرب، حيث كان يعمل في المحكمة الملكية. في عام 1905، ذهب إلى توزلا وأنشأ مكتبه القانوني الخاص. بقي في توزلا حتى عام 1920 وقام بتطوير نشاطات قانونية ووطنية كرواتية قوية. أثناء دراسته للأوضاع في البوسنة والهرسك، وخاصة موقف الشعب الكرواتي، شارك بنشاط في السياسة، ويعتقد أنه يجب على الكروات أن يكونوا أكثر قوة في الدفاع عن مصالحهم في البوسنة والهرسك.
نشر بيلار كتيبًا بعنوان "يوسيب شتادلر واتحاد الشعب الكرواتي" في سراييفو عام 1908. تعارض الكتيب رجال الدين وأثار انقسامًا سياسيًا بين بيلار ورئيس الأساقفة في فرهبوسنا. في الكتيب، استنتج بيلار أن الإيمان الكاثوليكي كان له دورًا استثنائيًا في الحفاظ على الهوية الوطنية للكروات في البوسنة والهرسك، ولكنه كان يعتقد أن هناك اختلافات معينة بين مصالح الشعب والكنيسة كمؤسسة. في عام 1910، أسس اتحاد الشعب الكرواتي في محاولة لإيقاظ الكروات الكاثوليك الصامدين سياسيًا وتجهيزهم للأحداث المستقبلية النبيلة. وعندما اندلع الحرب العالمية الأولى، كان لا يزال في توزلا.
بينما كان العديد من الكروات ينتظرون بشغف تفكك الإمبراطورية النمساوية المكروهة، حذر بيلار من أنها هي الضمانة الوحيدة لهوية كرواتية وأنه يجب إصلاح البلاد وليس تدميرها. نشر مقالة بعنوان "الحرب العالمية والكروات. محاولة لتوجيه الشعب الكرواتي قبل انتهاء الحرب" في زغرب عام 1915 تحت اسم مستعار الدكتور يورشيتش. وكان مقتنعاً بأن النخبة السياسية الكرواتية كانت ضائعة في الأحداث المعاصرة وأنها تسمح للصرب باتخاذ المبادرة بدلاً من تصييغ أهداف وبرنامج واضح للكفاح الشعب الكرواتي في الحرب العالمية. وقد اعترفت المقالة بواسطة القراء المطلعين، ولذلك تم طبع طبعة ثانية منها في عام 1917.
تطورات الجزء النمساوي المجهول من الإمبراطورية كانت تتعارض مع رغبات ومعتقدات بيلار، لذا قام بنشر كتيب مكون من 32 صفحة في سراييفو عام 1918. حمل عنوان "الجغرافيا السياسية لأراضي كرواتيا. دراسة جيوسياسية" وكانت الحجر الأساس للجيوسياسة الكرواتية. وكان بيلار واعيًا لأهميته التاريخية، حيث قال: "ليس لدينا معرفة بأي عمل في الجغرافيا السياسية من هذا النوع في الأدب الكرواتي. (...) لذلك، هذا المقال هو الأول من نوعه في هذا المجال من أدبنا". في المقال، أشار بيلار إلى أن الأراضي الكرواتية منذ عام 1908، أي منذ ضم النمساوي-المجر للبوسنة والهرسك، تم دمجها في دولة واحدة قوية، تضمنت بقاء الكروات وحيث "تزدهر أراضي كرواتيا اليوم كما لم تزدهر من قبل".

## موضوع أو سؤال جنوب السلاف

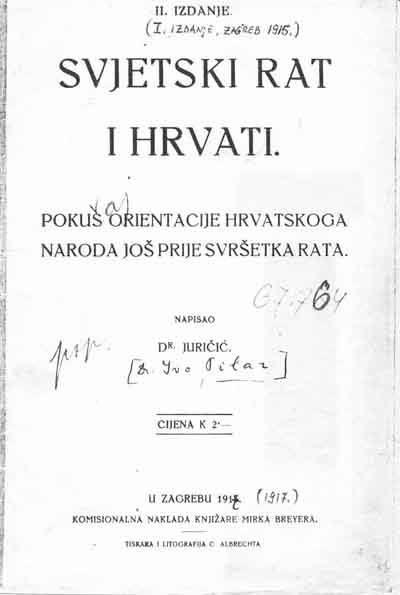
حرب بيلار العالمية والكروات ، 1915

كانت كلتا المقالتين مجرد استعداد لعمل بيلار العظيم المعروف بعنوان السؤال السلافي الجنوبي. كتبه بيلار تحت اسم مستعار هو L. v. Südland. العنوان الكامل الأصلي للعمل باللغة الألمانية هو: L. v. Südland، Die südslawische Frage und der Weltkrieg. Übersichtliche Darstellung des Gesamt–Problems (السؤال السلافي الجنوبي والحرب العالمية. تقديم الحل الموجز للمشكلة الكلية). تم نشره في فيينا عام 1918.
الطبعة الثانية (التي تم نشرها أيضًا في فيينا)، كما ذكر بوتشيك في مقدمته للترجمة الكرواتية، تمت مراقبتها بشدة، حيث لم يسمح بمثل هذه الانتقادات الصادقة ولكن الرسمية للسياسة النمساوية في الأراضي الكرواتية في القرن التاسع عشر من قبل الحكومة النمساوية في ذلك الوقت. كتب بيلار الكتاب باللغة الألمانية لأنه كان يعتزم توجيهه للمنطقة اللغوية الألمانية، وخاصة القراء النمساويين، وكذلك الأوساط العسكرية والسياسية في الإمبراطورية المتوترة.
في كتاب "السؤال السلافي الجنوبي"، أولى بيلار أهمية كبيرة للتحديد العرقي، حيث اعتبر أن الكروات قد تم تحديدهم بواسطة موروث "النورديك-الآري" العرقي والثقافي، في حين أن الصرب قد "اختلطوا" مع الفلاش البلقاني الروماني.

### استقبال الكتاب
ومع ذلك، كان الاهتمام بالكتاب أقل من التوقعات. ومع ذلك، من أجل الوقاية، كما قال بوتسيك، تم مصادرته. أظهر السياسيون والمفكرون الكرواتيون اهتمامًا أقل، لأنهم كانوا عازمين على الاتحاد المستقبلي مع الصرب. في البداية، لم يستطع الكتاب تعزيز مهمة مؤلفه.
لكن هذا العمل في مجال قضايا جنوب السلاف تم الاعتراف به على الفور من قبل الصرب وغيرهم من المروجين لاتحاد السلافية الجنوبية، حيث حذر الكتاب الكروات من الدخول في ولايات من شأنها أن تسبب خرابهم. كانوا يشترون نسخها في فيينا ومدن أخرى من النظام الملكي لتدميرها. لهذا السبب، أصبحت نادرة ببليوغرافية بعد وقت قصير من نشرها.
كتب دوبرافكو ييلتشيتش، الكاتب والمؤرخ والأكاديمي، وهو خبير في بيلار، قائلاً: "على مدى سنوات عديدة، كان كتاب بيلار الوحيد الذي يحلل بشكل منهجي وواضح وموضوعي تفكير الصرب الكبير الصربي وأهدافه وطرقه (…) في ذلك الوقت من الحرب العالمية الأولى، عندما كانت مصير الشعب الكرواتي تحت التحديد، قام بيلار بالترويج لمفاهيم سياسية ناضجة تعارض الهزيمة المأساوية لترومبيتش وسوبيلو".

### الترجمة الكرواتية
عندما تم إنشاء مملكة الصرب والكروات والسلوفينيين، أصبحت الطبعة الجديدة لأي كتاب مشكلة. نُشر الجزءان الأولان من ترجمة بوتسيك الكرواتية في مجلة الشباب Hrvatska mladica ، التي حررها ميلة ستارتشيفيتش وريكارد فلوجيل، في عام 1928 ، ولكن كما قال المترجم ، "أنهت ديكتاتورية 6 يناير هرفاتسكا ملاديتسا وهذه الترجمة".
الطبعة الألمانية الثالثة من الكتاب تمت طباعتها في زغرب عام 1944، مع جميع العيوب الموجودة في الطبعة الألمانية الثانية التي تمت مراقبتها. تم ترجمتها أخيرًا إلى اللغة الكرواتية في عام 1943، قبل سنة واحدة من الطبعة الألمانية الثالثة، أيضًا مع جميع العيوب المذكورة. تمت ترجمتها وتنظيمها وتعليقها بواسطة الخبير الجاد في شؤون جنوب السلاف فيدور بوتسيك ونشرتها ماتيتسا هرفاتسكا. بعد عامين، في عام 1945، تم إعدام بوتسيك بشكل مفاجئ من قبل النظام الشيوعي. الطبعة الكرواتية الثانية (1990) هي مجرد طبعة جديدة للطبعة الأولى.

## الاقتباسات
Hrvatima oteše današnju zapadnu Srbiju, nekadašnju Duklju, a jedna od glavnih sila koja je dovela do današnjeg rata (Prvi svjetski rat - S.T.), jest zagriženo nastojanje Srba, da Hrvatima konačno otmu i Bosnu i Hercegovinu
[الصرب] أخذوا من الكروات في العصر الحديث غربي صربيا، أي دوكليا القديمة، وإحدى القوى الرئيسية التي جلبت إلى حرب اليوم [ الحرب العالمية الأولى] ، هو سعي الصرب المستمر لانتزاع كل من البوسنة والصرب في النهاية. الهرسك أيضًا من الكروات.

## السنوات اللاحقة والموت
انتقل بيلار إلى زغرب في عام 1920، ولم يشارك بنشاط في السياسة بعد ذلك. أثناء عمله كمحامٍ، استمر في الكتابة. في عام 1921، تم محاكمته مع ميلان شوفلاي وأعضاء آخرين من حزب الحقوق في محاكمة سياسية ملفقة بتهمة الخيانة العظمى، بسبب اتهامهم بالاتصال باللجنة الكرواتية، وهي منظمة قومية كرواتية كانت مقرها في المجر في ذلك الوقت. تم إحضاره إلى المحكمة، وعلى الرغم من عدم وجود أدلة على ارتكابه أي جريمة، تم إصدار حكم بسجنه لمدة شهرين وإدانته بالسجن لمدة عام واحد مع وقف التنفيذ.
نشر أعمالاً علمية وخبيرة حول الفلسفة والتاريخ (على سبيل المثال عن البوجوميلس ). في عام 1933 ، نشر مقاله "صربيا مرارًا وتكرارًا" باللغة الألمانية، تحت الاسم المستعار فلوريان ليشتراغر، لأنه كان يخشى على حياته.
قُتل بيلار قريبًا بعد نشر هذا المقال في شقته. زعمت الصحافة في بلغراد أنه انتحر، ولكن النافذة المفتوحة في شقته وحقيقة أن بيلار لم يكن يملك سلاحًا تجعل وفاته مشبوهة. حتى اليوم، هناك نظريتان حول وفاته: النظرية الأولى تشير إلى أن بيلار كان مكتئبًا لدرجة أنه انتحر بسبب دكتاتورية يوغوسلافيا، بينما النظرية الثانية تشير إلى أنه قتل على يد وكلاء سريين صرب مثلما حدث لبعض الوطنيين الكروات مثل ميلان شوفلاي في عام 1931.
دفن بيلار في مقبرة ميروغوي .
تم تسمية معهد العلوم الاجتماعية في زغرب باسمه عام 1997.

## يعمل
- Nadbiskup Štadler i Hrvatska narodna zajednica (رئيس الأساقفة Štadler والجماعة الوطنية الكرواتية) ، سراييفو ، 1908
- Svjetski rat i Hrvati. Pokus orijentacije hrvatskoga naroda još prije svršetka rata (الحرب العالمية والكروات. محاولة لتوجيه الشعب الكرواتي حتى قبل انتهاء الحرب) ، زغرب ، 1915 (كما د. جوريتش)
- Politički zemljopis hrvatskih zemalja. Geopolitička studija (الجغرافيا السياسية للأراضي الكرواتية. دراسة جيوسياسية) ، سراييفو ، 1918
- Die südslavische Frage und der Weltkrieg. Übersichtliche Darstellung des Gesamt – Problems (مسألة السلاف الجنوبية والحرب العالمية. عرض المشكلة بأكملها) ، فيينا ، 1918 (مثل L. v. سودلاند) ؛ الترجمة الكرواتية في عامي 1943 و 1990 (بطبع).
- Immer wieder Serbien (صربيا مرارًا وتكرارًا) ، زغرب ، 1933 (باسم Florian Lichtträger) ؛ الترجمة الكرواتية عام 1994.